# منتخب البنجاب لكرة القدم
منتخب البنجاب لكرة القدم هو منتخب كرة قدم تأسس في 2014 في المملكة المتحدة ويمثل الشتات البنجابي. يشارك هذا المنتخب في كأس العالم لاتحاد الجمعيات المستقلة لكرة القدم.